# إنيسا نيكاج
إنيسا نيكاج (مواليد 5 مارس 1996) هي مغنية، كاتبة أغاني وعارضة مغربية - امريكية مثلت ولاية نيويروك في مسابقة الأغنية الأمريكية لعام 2022.